# 水上善雄
水上 善雄（みずかみ よしお、1957年8月9日 - ）は、神奈川県横須賀市出身の元プロ野球選手（内野手）・コーチ・監督。現在は高校野球指導者に転じ、2019年度より橘学苑高等学校硬式野球部監督（2022年度以降は総監督）。

## 来歴・人物

### プロ入り前
横須賀市立不入斗中学校卒業後、桐蔭学園高校に進学。中学生時代も野球をやっていた（ポジションは遊撃手と投手）が、最初は高校でも野球をやろうとは考えておらず、普通の高校生活を送ってサラリーマンになろうと考えていた（みたいだったと本人の弁）が、結局高校でも野球部で活動。1975年の夏の甲子園県予選で準々決勝に進むが東海大相模に惜敗（原辰徳にサヨナラ打を打たれた。本人はこの時「外角のくそボールを持って行かれて、この時が投手としての自分の最後だった」と話している）。高校では同期に長内孝が、2学年後輩には渋井敬一がいた。

### プロ野球選手時代
高校卒業後は「大学か社会人で野球がやれたら」程度のように考えていたが、1975年度プロ野球ドラフト会議でロッテ・オリオンズから3位指名を受け入団（本人はこれについて「オマケみたいなものでプロになれた感じ」と話していたことがある）。
1976年は代走中心だったが、河野旭輝内野守備・走塁コーチの指導により2・3年目と守備固めの出場機会を増やした。
1979年に監督に就任した山内一弘から「お前の守備なら打率3割を打っているのと同じ」と遊撃手のレギュラーに抜擢された。自身はこの頃の守備を「派手だが雑、からのスタートでした」と振り返る程だったが、雑な部分はコーチの河野から徹底的に指導され、徐々に丁寧な捕球ができるようになったという。
1980年には33犠打のパシフィック・リーグ記録（当時）を達成。
1983年は監督の山本一義から「打率を上げるために打撃フォームを変えてくれ」と説得され、一本足打法からすり足打法に変更するとキャリア初の打率3割を記録し、打撃10傑にも食い込んだ。
1986年は80試合、打率.198に終わり、同年オフ日本ハムにトレードで移籍する話も出たが、三遊間を組んでいた有藤道世が監督に就任。有藤が「ミズは大切な戦力。俺が再生して見せる。」と述べ、残留。
1987年、開幕スタメンで出場し、ベストナインを受賞した。
1988年、「10.19」として語り継がれている、10月19日のロッテ対近鉄バファローズ26回戦（ダブルヘッダー第2試合）では、途中から三塁の守備に入り、新井宏昌の三塁線を襲った強烈な打球をダイビングキャッチで捕球し、近鉄の勝ち越しを阻止したことが近鉄監督仰木彬の著書でも言及されている。
1990年に高橋慶彦・白武佳久・杉本征使との交換トレードで、高沢秀昭と共に広島東洋カープに移籍。広島ではプロ通算100本塁打を打っている。しかし野村謙二郎の控えに甘んじる。
1991年には金銭トレードで福岡ダイエーホークスへ移籍。しかし、入団発表の前日、飲食店で階段から落ちて救急車で運ばれ、下顎骨折の全治1か月の重傷を負う。シーズンでは、遊撃手としてチーム最多の93試合に出場し復活をアピールした。
1992年は自身の怪我や不振や新人の浜名千広の台頭もあり6試合のみの出場に終わり、同年オフに現役を退いた。

### 選手引退後
引退後は築地のマグロ市場に勤務するが、少年野球の指導に携わるために退職しコインパーキングを運営する会社に就職。
2000年のプロ野球シーズン途中からは、CSテレビ放送でロッテ戦中継を中心に野球解説者（スポット契約）としての活動を開始。以来、CS局（J SKY SPORTS→J SPORTS）の解説者として活動。
2002年頃から2006年まではテレビ東京の解説者も務めた。
その一方、2001年にスタートしたプロ野球マスターズリーグでは東京ドリームスの二塁手としてもプレーした。また、ハロー!プロジェクトのキックベースボールチームであるメトロラビッツH.P.の監督も務めていた。
2007年に北海道日本ハムファイターズの二軍内野守備コーチとして15年ぶりに現場復帰。
2008年は二軍監督兼内野守備コーチ、2009年は二軍監督専任となり、同年オフに退団。2年間、中田翔や陽岱鋼らの若手選手育成に努めた。
2010年からは札幌テレビ放送（STV）・STVラジオの野球解説者として活動。また、村田兆治による離島の子供たちへの野球親睦活動にも参加し、補佐役を務める。
2011年からはGAORAの解説者、道新スポーツ野球評論家にも就任。東京メトロポリタンテレビジョン（TOKYO MX）の解説者も務めた。
2013年からは再びテレビ東京の解説者も務めていた。
2014年にはソフトバンクの三軍統括コーチ兼ファーム内野守備チーフコーチに就任。
2015年からは二軍監督を務めた。
2018年に一軍内野守備走塁コーチへ異動し、選手時代を含めても初めての日本シリーズ制覇を経験し、同年に退団した。
2019年2月に学生野球資格を回復。日本プロ野球OBクラブを通じ、同年4月1日付で橘学苑高等学校の硬式野球部監督に就任した。2022年からは総監督。

## 選手としての特徴

### 打撃
1979年～1981年まで3年連続でリーグ最多犠打を記録するなど小技が巧みであった。水上は「（投手の）リリースに合わせて顔を引くようにして、球のスピード感を無くすのがコツ」と語っている。一方で荒っぽさも持ち味であり、「無死か一死の場面で走者がいれば犠打、それ以外は本塁打狙い」という一本足打法で、1980年には自己最多の15本塁打を放っている。1983年には打率向上のため、すり足で引いてから、少しだけ上げる打法に変更すると、中堅方向への打球が急増。キャリア初となる打率3割に到達し、打撃10傑にも食い込んだ。翌1984年からは2年連続で2桁本塁打を記録している。

### 守備
抜群の強肩を武器にダイナミックなプレーで魅せる内野手。ロッテ時代は長らく遊撃手のレギュラーとして活躍。肩力に自信があったことから守備位置は深く、外野の芝生に入った場所で守ることもあった。また、相手走者が一塁にいる場面で右中間の打球をバックホームする際、一般的には二塁手が中継に入るところを、遊撃手の水上が中継で走者を本塁で刺すこともあった。ベテラン選手となった1989年以降は三塁手を中心に守っている。

## エピソード
ロッテ時代の1988年、理容院に行かれないまま春期キャンプ入ると打撃好調が続き、ゲン担ぎで髪を切らずにいると、周囲から「見苦しいから切れ」という圧力が入った。水上は反骨心から切りにいかず、以降は長髪がトレードマークとなった（ロッテを退団する1989年まで）。水上は後に「いま思えば（あの頃は）薄っぺらな反骨心だった」と振り返っている。

## 詳細情報

### 年度別打撃成績
| 年 度      | 球 団      | 試 合 | 打 席 | 打 数 | 得 点 | 安 打 | 二 塁 打 | 三 塁 打 | 本 塁 打 | 塁 打 | 打 点 | 盗 塁 | 盗 塁 死 | 犠 打 | 犠 飛 | 四 球 | 敬 遠 | 死 球 | 三 振 | 併 殺 打 | 打 率 | 出 塁 率 | 長 打 率 | O P S |
| ---------- | ---------- | ----- | ----- | ----- | ----- | ----- | -------- | -------- | -------- | ----- | ----- | ----- | -------- | ----- | ----- | ----- | ----- | ----- | ----- | -------- | ----- | -------- | -------- | ----- |
| 1976       | ロッテ     | 5     | 8     | 7     | 0     | 1     | 1        | 0        | 0        | 2     | 1     | 0     | 0        | 1     | 0     | 0     | 0     | 0     | 1     | 1        | .143  | .143     | .286     | .429  |
| 1977       | ロッテ     | 44    | 48    | 46    | 5     | 6     | 3        | 0        | 0        | 9     | 1     | 0     | 0        | 1     | 0     | 1     | 0     | 0     | 13    | 1        | .130  | .149     | .196     | .345  |
| 1978       | ロッテ     | 58    | 45    | 40    | 8     | 9     | 1        | 0        | 0        | 10    | 2     | 4     | 2        | 5     | 0     | 0     | 0     | 0     | 9     | 2        | .225  | .225     | .250     | .475  |
| 1979       | ロッテ     | 126   | 375   | 341   | 30    | 68    | 11       | 1        | 3        | 90    | 26    | 11    | 4        | 24    | 0     | 7     | 0     | 3     | 60    | 7        | .199  | .222     | .264     | .486  |
| 1980       | ロッテ     | 130   | 459   | 391   | 50    | 97    | 14       | 1        | 15       | 158   | 44    | 11    | 10       | 33    | 3     | 28    | 0     | 3     | 61    | 8        | .248  | .301     | .404     | .705  |
| 1981       | ロッテ     | 130   | 453   | 386   | 51    | 100   | 16       | 2        | 8        | 144   | 45    | 9     | 7        | 32    | 2     | 28    | 1     | 5     | 55    | 7        | .259  | .316     | .373     | .689  |
| 1982       | ロッテ     | 130   | 501   | 446   | 50    | 103   | 22       | 3        | 7        | 152   | 46    | 5     | 5        | 8     | 4     | 39    | 0     | 4     | 69    | 8        | .231  | .296     | .341     | .637  |
| 1983       | ロッテ     | 130   | 468   | 427   | 49    | 129   | 22       | 4        | 9        | 186   | 54    | 9     | 6        | 5     | 2     | 32    | 0     | 2     | 73    | 7        | .302  | .352     | .436     | .788  |
| 1984       | ロッテ     | 100   | 338   | 291   | 38    | 74    | 13       | 0        | 10       | 117   | 33    | 13    | 4        | 2     | 6     | 36    | 2     | 3     | 58    | 6        | .254  | .336     | .402     | .738  |
| 1985       | ロッテ     | 115   | 412   | 358   | 47    | 87    | 9        | 1        | 15       | 143   | 43    | 20    | 7        | 13    | 3     | 37    | 1     | 1     | 63    | 5        | .243  | .313     | .399     | .713  |
| 1986       | ロッテ     | 80    | 184   | 162   | 20    | 32    | 5        | 0        | 4        | 49    | 15    | 6     | 3        | 8     | 0     | 14    | 1     | 0     | 33    | 2        | .198  | .261     | .302     | .564  |
| 1987       | ロッテ     | 119   | 404   | 361   | 34    | 95    | 18       | 0        | 9        | 140   | 42    | 14    | 12       | 18    | 4     | 19    | 0     | 2     | 66    | 6        | .263  | .301     | .388     | .688  |
| 1988       | ロッテ     | 121   | 389   | 330   | 30    | 78    | 16       | 1        | 9        | 123   | 33    | 3     | 3        | 25    | 3     | 30    | 0     | 1     | 72    | 7        | .236  | .299     | .373     | .672  |
| 1989       | ロッテ     | 76    | 282   | 233   | 28    | 60    | 20       | 1        | 6        | 100   | 36    | 1     | 1        | 20    | 2     | 26    | 0     | 1     | 53    | 5        | .258  | .332     | .429     | .761  |
| 1990       | 広島       | 76    | 152   | 134   | 13    | 26    | 4        | 1        | 5        | 47    | 13    | 4     | 0        | 2     | 1     | 15    | 0     | 0     | 36    | 4        | .194  | .273     | .351     | .624  |
| 1991       | ダイエー   | 100   | 220   | 190   | 15    | 46    | 5        | 0        | 5        | 66    | 16    | 5     | 2        | 13    | 3     | 14    | 1     | 0     | 49    | 5        | .242  | .290     | .347     | .637  |
| 1992       | ダイエー   | 6     | 2     | 2     | 2     | 0     | 0        | 0        | 0        | 0     | 0     | 0     | 0        | 0     | 0     | 0     | 0     | 0     | 0     | 0        | .000  | .000     | .000     | .000  |
| 通算：17年 | 通算：17年 | 1546  | 4740  | 4145  | 470   | 1011  | 180      | 15       | 105      | 1536  | 450   | 115   | 66       | 210   | 33    | 326   | 6     | 25    | 771   | 81       | .244  | .301     | .371     | .671  |

- 各年度の太字はリーグ最高

### 表彰
- ベストナイン：1回 （1987年）
- ダイヤモンドグラブ賞：1回 （1980年）
- 月間MVP：1回（1983年7月）

### 記録
初記録
- 初出場：1976年5月9日、対太平洋クラブライオンズ前期9回戦（平和台球場）、9回表に江藤慎一の代走として出場
- 初先発出場：1976年6月27日、対近鉄バファローズ前期11回戦（日生球場）、9番・遊撃手として先発出場
- 初安打・初打点：同上、9回表に水谷宏から適時二塁打
- 初本塁打：1979年4月10日、対近鉄バファローズ前期1回戦（日生球場）、7回表に村田辰美からソロ

節目の記録
- 1000試合出場：1986年6月14日、対南海ホークス11回戦（大阪スタヂアム）、8回裏に遊撃手として出場 ※史上263人目（古屋英夫と同日達成）
- 100本塁打：1990年9月18日、対横浜大洋ホエールズ24回戦（横浜スタジアム）、9回表に岡本透からソロ ※史上164人目
- 200犠打：1991年5月17日、対オリックス・ブルーウェーブ4回戦（平和台球場）、8回裏に星野伸之から投手前犠打 ※史上9人目
- 1500試合出場：1991年8月2日、対西武ライオンズ15回戦（西武ライオンズ球場）、8番・遊撃手として先発出場 ※史上99人目
- 1000安打：1991年8月16日、対近鉄バファローズ19回戦（平和台球場）、4回裏に佐藤秀明から左翼線適時打 ※史上163人目

### 背番号
- 23 （1976年 - 1982年）
- 7 （1983年 - 1989年、1991年 - 1992年）
- 5 （1990年）
- 72 （2007年 - 2009年）
- 80 （2014年 - 2018年）

## 関連情報

### 出演番組
※特記ない限り、解説者を務めたプロ野球中継。
- Dramatic Game 1844（札幌テレビ）
- STVアタックナイター（STVラジオ）
- 全力闘球（テレビ東京）
- GAORAプロ野球中継（日本ハム戦[15]）
- J SPORTS STADIUM（J SPORTS。J SKY SPORTS時代より出演）
- 「がんばろう東北」東北楽天ゴールデンイーグルス野球中継2011（東京メトロポリタンテレビジョン）

### 映画
- KANO 1931海の向こうの甲子園（2014年2月27日台湾公開、台湾、馬志翔監督作品） - 解説者 役

### DVD
- プロ野球の練習法から―新しい「理論」と「実践」を指導― （2003年、ティアンドエイチ株式会社）